# Человек-обезьяна из Дели
Человек-обезьяна из Дели (англ. Monkey Man of Delhi) — гуманоид, якобы неоднократно наблюдавшийся в индийской столице Дели в 2001 году — городская легенда. Весь этот инцидент был описан как пример массовой истерии в Индии.

## Внешний вид
В мае 2001 года в Дели начали ходить слухи о странном существе, похожего на обезьяну, которое появлялось в ночное время и нападало на людей. Свидетельства очевидцев, описывавших его, были противоречивы. Однако, как правило, описывалось существо, имевшее рост около 4 футов (120 см, хотя иногда сообщалось о росте в 150 или даже 180 см), покрытое густыми чёрными волосами, в металлическом шлеме, с металлическими когтями, светящимися красными глазами и тремя кнопками на груди. Другие описывали его просто как фигуру в бандане или существо в шлеме. Также сообщалось, что он может легко забираться на крыши.
Многие люди, если верить сообщениям, были поцарапаны существом, а двое (по некоторым данным — трое) даже умерли, когда прыгнули с высоких зданий и лестничных площадок из-за паники, вызванной слухами о том, что существо якобы близко.
Через какое-то время нападения прекратились, паника улеглась. Весь инцидент в итоге был описан как массовая истерия. Тем не менее, некоторые люди в Индии до сих пор верят, что человек-обезьяна бродит по улицам Дели, вследствие чего это существо стало местной городской легендой.

## Теории происхождения
Теории о происхождении человека-обезьяны варьировались от аватары индуистского божества Ханумана до индийского варианта снежного человека. Высказывались версии о том, что это неизвестное науке существо — инопланетянин, мутант, существо с пороками развития, пришелец из параллельного мира или вообще некая сущность, возникшая прямо из воздуха. Пожалуй, самой невероятной (но вместе с тем и в каком-то смысле реальной) версией было предположение о том, что человек-обезьяна — это неудачный проект по созданию человекоподобного военного робота, каким-то образом сбежавший из секретной лаборатории.

## Конкретные случаи
- 13 мая 2001 года 15 человек якобы получили ранения, нанесённые человеком-обезьяной: от ушибов и царапин до укусов[6].
- 15 мая 2001 года беременная женщина упала с высокой лестницы и разбилась, пытаясь бежать после того, как соседи закричали, что видели человека-обезьяну. Также сообщалось, что мужчина, услышавший такие же крики соседей, прыгнул с крыши своего дома и погиб.
- Бродячий индуист-садху ростом 4 фута (120 см) был избит разъярённой толпой, которая приняла его за человека-обезьяну[7].
- 18 мая 2001 года водитель фургона был остановлен толпой и также был жестоко избит, получив множественные переломы, так как его тоже ошибочно приняли за человека-обезьяну.
- Дальнейшие наблюдения имели место в Канпуре в феврале 2002 года и в Нью-Дели в июле 2002 года — при последних очевидцы описывали обезьяноподобного робота со сверкавшими красными и синими огнями[6]. Редкие сообщения о встречах с ним продолжали поступать до 2005 года.

## Попытки объяснений и реакция властей
Из всех случаев внимания заслуживает только первый, когда имелись безусловные доказательства нападения на людей некого существа (которым вполне могла быть обычная обезьяна). Раздражённая полиция Дели в попытке поймать существо даже выпустила нарисованные художником рисунки, изображающие человека-обезьяну, сделанные по описаниям очевидцев. Также полиция публично предложила вознаграждение в размере пятидесяти тысяч рупий (более тысячи долларов США по тогдашнему курсу) тому, кто захватит это существо или хотя бы предоставит о нём достоверную информацию. Человек-обезьяна стал темой газетных статей и новостных программ в Индии, а иногда — и за её пределами.
Человек-обезьяна никогда не был сфотографирован или, тем более, пойман. Царапины и укусы людей, пожаловавшихся на нападения человека-обезьяны, были обследованы врачами (а сами люди — в том числе и психиатрами), и практически в каждом случае причиной ранений оказались кошки, крысы, вполне реальные обезьяны или бытовые травмы, полученные, например, при ударе обо что-то в темноте. Слухи стали списываться на неграмотность и легковерность населения, готового поверить в любую фантазию: один человек вполне мог увидеть на крыше своего дома обычную обезьяну, что не является редкостью в Дели, и распространить слух, что в итоге породило массовую истерию.
Во всяком случае, на следующий день после ночи нападений человека-обезьяны полиция тщательно исследовала район его предполагаемых бесчинств, не нашла никаких следов и сразу же вынесла заключение, что всё это — не более чем фантазия. Заместитель начальника полиции восточного Дели также признал, что, во-первых, сообщений о нападениях было не так много, во-вторых — описания нередко расходятся очень сильно, в-третьих — существо не оставило никаких следов (будь то отпечатки лап или хотя бы волосы) и, следовательно, не существует, а все слухи о нём — паранойя и следствия страха перед неизвестным, перед которым особенно уязвимы бедные и необразованные люди. Скептики также утверждают, что, ввиду больших проблем с электричеством — в Дели в то время оно часто отключалось на всю ночь, верить людям не стоит тем более, хотя когда полиция проводила ночные поиски существа, электричество зажигали всегда.
Городская легенда о делийском обезьяночеловеке использована в сюжете фильма «Дели-6».